# IC 4092
IC 4092 је појединачна звијезда у сазвјежђу Береникина коса која се налази на листи објеката дубоког неба у Индекс каталогу.
Деклинација објекта је + 19° 11' 1" а ректасцензија 13h 2m 13,8s.